# А. Я. Джексон
Александер Янґ Джексон CC CMG RCA LL. D. (3 жовтня 1882 — 5 квітня 1974) — канадський митець і один із засновників Групи Сімох. Джексон зробив значний внесок у розвиток мистецтва в Канаді та сприяв об'єднанню художників Монреаля та Торонто. Окрім роботи з «Групою Сімох», його довга кар'єра включала службу воєнного художника під час Першої світової війни (1917—1919) і викладання в Банфській школі образотворчого мистецтва з 1943 до 1949 року. У свої останні роки він був художником-резидентом у канадській художній колекції Мак-Майкла в Кляйнбурзі, Онтаріо.

## Молодість і навчання
Джексон народився в Монреалі, син Елізи Джорджини (Янґ) і Генрі Аллена Джексона. У дитинстві Джексон працював помічником у літографічній компанії після того, як його батько покинув сім'ю з шістьма дітьми. Саме в цій компанії Джексон почав навчатись мистецтву. Вечорами відвідував заняття в Художній асоціації Монреаля (1902).
У 1905 році Джексон проклав свій шлях до Європи на кораблі для перевезення великої рогатої худоби, повернувшись тим же способом і попрямувавши далі до Чикаґо. У Чикаґо він працював у комерційній мистецькій фірмі та відвідував курси в Чиказькому художньому інституті. Він заощаджував зі своїх заробітків і до 1907 року зміг відвідати Францію, щоб вивчати імпресіонізм. У Франції Джексон вирішив стати професійним художником, навчаючись в Académie Julian у Парижі у Жана-Поля Лорана. Однією з найважливіших подій у його мистецькому становленні стала мистецька колонія «Етапль», яку він вперше відвідав у 1908 році зі своїм новозеландським другом Еріком Спенсером Макі :30. Тоді Джексон намалював свій Paysage Embrumé, і, на його подив, картину прийняли до експозиції в Паризькому салоні:30. Повернувшись у 1912 році, він зупинився в австралійця Артура Бейкер-Клака (1877—1955). До цього періоду належать імпресіоністські «Піщані дюни в Куку» та «Осінь у Піккардії», в обох з яких він використовував мазки яскравих кольорів. Осінь у Піккардії була куплена Національною галереєю Канади в 1913 році.

## Професійна кар'єра

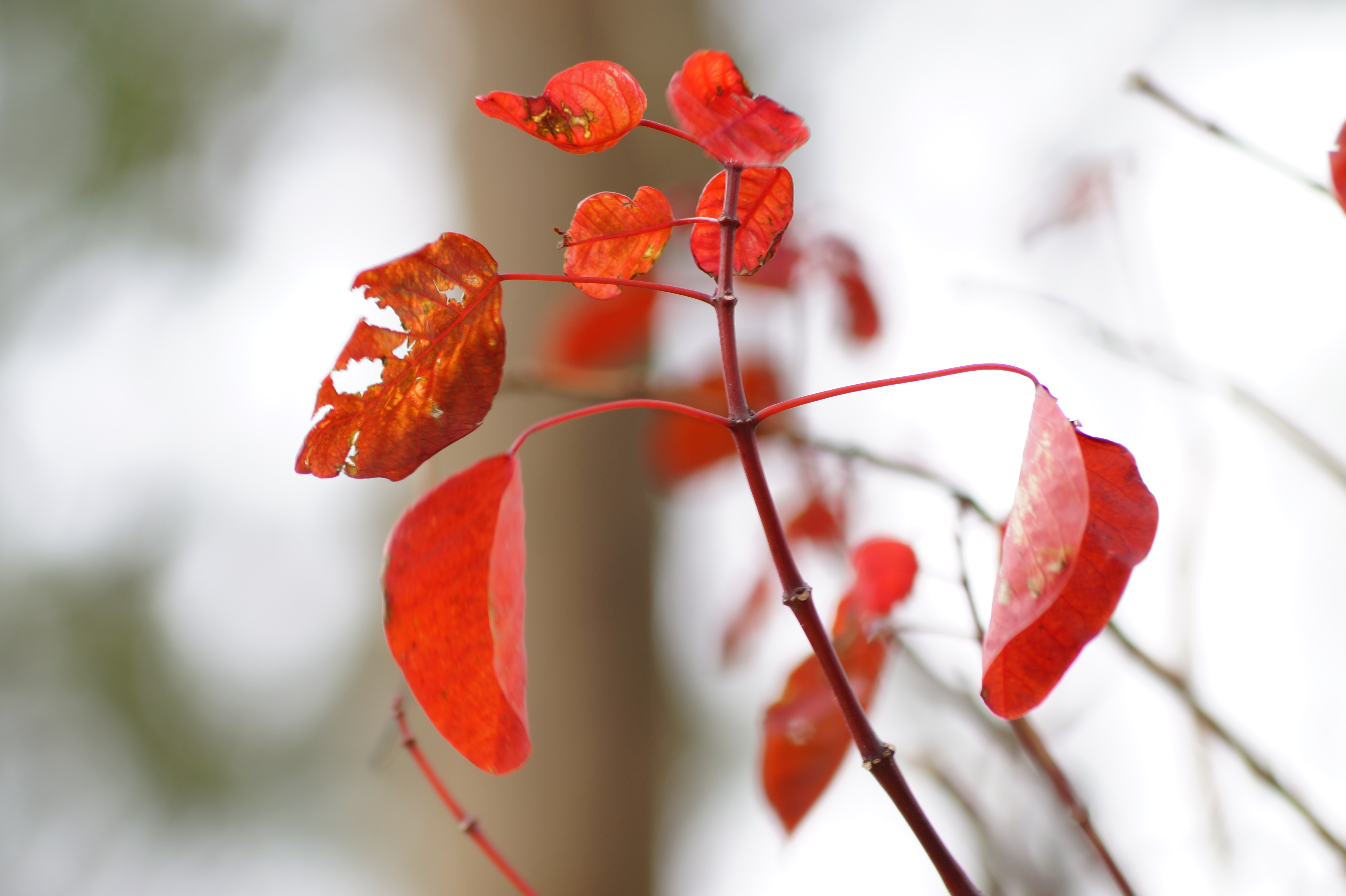
Червоний клен 1914, картина А. Я. Джексона

Коли Джексон повернувся до Канади, він оселився у Світсберґу в Квебеку, де почав малювати такі роботи, як імпресіоністичне «Кленове узлісся». Він влаштував свою першу виставку в Художній асоціації Монреаля з Рендольфом Г'ютоном у 1913 році. Не маючи змоги зводити кінці з кінцями та знеохочений канадською мистецькою спільнотою, він подумав про переїзд до Сполучених Штатів. Однак він отримав листа від Дж. Е. Г. Макдональда, який змінив його думку. Макдональд питав про «Кленове узлісся», яке він бачив на мистецькій виставці в Торонто, повідомивши Джексону, що художник з Торонто Лорен Гарріс хоче придбати картину, якщо вона все ще не продана.
Після продажу картини Джексон завів листування з двома художниками Торонто, часто обговорюючи теми, пов'язані з канадським мистецтвом. Незабаром Джексон почав відвідувати Торонто. Доктор Джеймс МакКаллум переконав Джексона переїхати до Торонто, запропонувавши купити достатньо його картин на один рік, щоб гарантувати йому прожиток:24. Він переїхав у будівлю Studio Building, яку фінансували Лорен Гарріс і доктор Джеймс МакКаллум. Гарріс, який стежив за будівництвом будівлі, був надто зайнятий, щоб зосередитися на власних мистецьких починаннях, і позичив власну студію, розташовану над відділенням Комерційного банку на північно-західному розі вулиць Янґ і Блур, новоприбулому з Монреаля А. Я. Джексону. Зараз це місце займає 34-поверховий будинок 2 Bloor West. Джексон був бажаним доповненням до мистецького кола Торонто, оскільки подорожував Європою та володів явним (хоча поки що не особливо оціненим) талантом. Картина Terre Sauvage, яку він поступово вимальовував, поки чекав на переїзд у будівлю студії, стала одним з його найвідоміших творів. У січні 1914 р. будинок студії був готовий до заселення. Том Томсон був ще одним із перших мешканців будинку, і протягом року ділив студію з Джексоном:24. Як і інші художники Групи Сімох, Джексон охоплював пейзажні теми та прагнув розвинути сміливий стиль. Завзятий любитель природи і мандрівок, Джексон близько заприятелював з Томом Томсоном, і вони часто рибалили і малювали разом, починаючи з поїздки в Алґонкін-Парк восени 1914 року:25. Натхненні Томсоном, Джексон та інші художники, які пізніше стали відомі як «Група Сімох», подорожували до Алґонкін-парку, Джорджен-Бей, Алґоми та північних берегів озера Онтаріо.
З початком Першої світової війни Джексон був зарахований до 60-го батальйону канадської армії в 1915 році. Невдовзі після того, як він дістався фронту, він був поранений у битві біля Санкчуарі-Вуд у червні 1916 року й знову опинився в Етаплі в тамтешньому госпіталі. Одужуючи від поранень, він привернув увагу лорда Бівербрука:46. Потім його перевели до канадського відділу воєнних записів як художника. Тут Джексон створив важливі картини подій, пов'язаних з війною. Пізніше він працював для канадських військових меморіалів як офіційний воєнний художник з 1917 до 1919 рр. Джексон створив для організації сорок п'ять робіт, у тому числі потужну картину «Вечір у лісі» (1918) — похмуре зображення катастрофічних наслідків світової війни в бельгійському пейзажі. Велика кількість його воєнних картин знаходиться в Канадському воєнному музеї в Оттаві.
Після повернення з Першої світової війни Джексон знову оселився в Студії на Блурі. Він узяв собі мольберт Тома Томсона, зроблений власноруч Томсоном, і використовував його для всіх наступних картин, які створював у студії англ. Studio Building. Невдовзі після того, як він повернувся із зимівлі в Джорджен-Бей, він дізнався, що за його відсутності його включили до неофіційної групи художників Studio Building, які вперше виставлялися разом, під назвою «Групи Сімох".
Група Бівер-Голл була заснована в Монреалі в травні 1920 року з А. Я. Джексоном як її президентом. У своїй вступній промові Джексон підкреслив право художника малювати те, що він відчуває, "з повним ігноруванням того, що досі вважалося необхідним для прийняття роботи на визнаних художніх виставках у канадських центрах. «Школи та „ізми“ нас не турбують, — стверджував він, — наша головна турбота — індивідуальне самовираження». Він визначив її цілі як цілі Групи Сімох, і протягом багатьох років Джексон підтримував контакт між Торонто та Монреалем, підтримуючи та стимулюючи митців Монреаля шляхом регулярних візитів, малюючи з такими художниками, як Альберт Г. Робінсон та іншими в різних мальовничих місцинах та підтримуючи з ними листування. Він інформував їх про події в Торонто і організував включення їхніх робіт до виставок «Групи Сімох». Саме завдяки такому контакту він на все життя подружився з художницями Бівер-Голлу Енн Севідж, Сарою Робертсон і Кетлін Морріс.

Джексон насолоджувався мальовничою природою Квебеку і багато років малював його різноманітні пейзажі. Починаючи з кінця лютого 1921 року і протягом більш ніж двох десятиліть А. Я. Джексон досліджував численні місцевості та села Нижньої течії річки Святого Лаврентія. Він вперше відвідав Бе-Сен-Поль на північному березі в 1923 році У своїй автобіографії він писав:
Спочатку в моїх малюнках мене цікавили старі будинки ферми, сараї та дерева. Пізніше мою увагу привернув сніг; сонце та вітер постійно змінювали його кольори та текстуру.
У 1932 році Джексон зобразив плавильний завод у Фолконбріджі біля Садбері на своїй картині «Димові фантазії». Потім він зробив успіщну спробу лобіювати уряд, благаючи в листі до міністра земель і лісів Вільяма Фінлейсона зберегти від вирубки місцевість, яка пізніше стала провінційним парком Кілларні та озером Траут. Останнє було перейменовано в OSA Lake на честь Спілки художників Онтаріо, яка взяла його під опіку. Зусилля Джексона здобули визнання, і були відзначені на його 90-й день народження перейменуванням озеро на його честь.
У 1938 році Джексон відвідав віддалену радієву шахту в Порт-Радіум, Північно-Західні Території. Джексон був другом старателя Ґілберта Лабіна, який тоді керував шахтою, і разом з ним прилетів на місце, де намалював Радієву шахту.
Під час Другої світової війни Джексон став однією з центральних фігур у розвитку канадської Програми воєнного мистецтва в 1943 році. Працюючи з Національною галереєю Канади, він відіграв ключову роль в організації найбільшого публічного мистецького проєкту в історії Канади: програми шовкотрафаретного друку Семпсона-Метьюза в 1942 році.
Джексон залишив Будівлю Студії в 1955 році, з приводу чого Лорен Гарріс з жалем згадував у листі з Ванкувера: «Ваш переїзд із Будинку Студії знаменує собою кінець ери, єдиної ери творчого мистецтва, яка має найбільше значення для Канади… Ви були справжньою силою та натхненником, який привів усіх нас до сучасної концепції, яка підходила цій країні, і останнім, хто залишив нашу робочу базу».

## Група Сімох

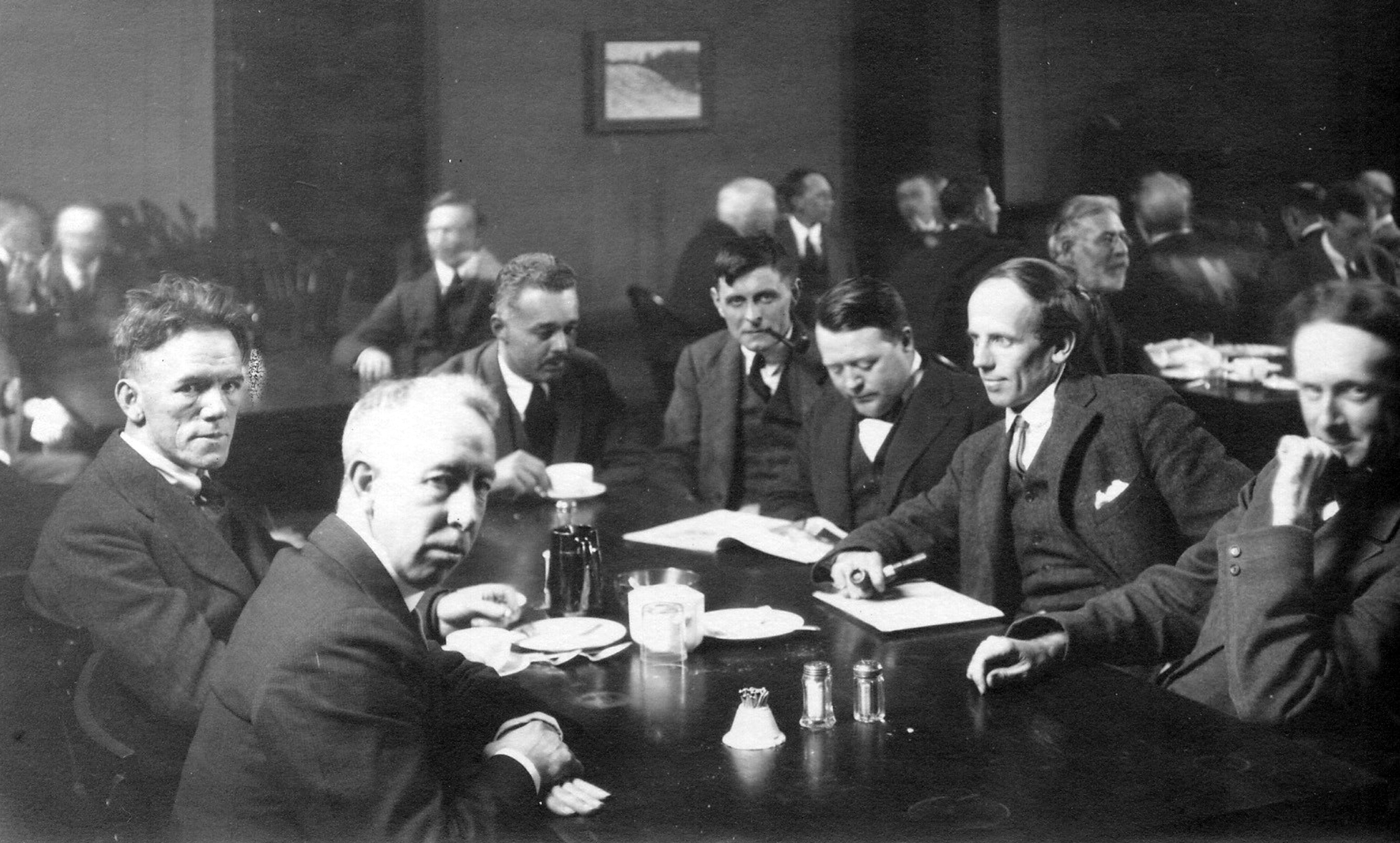
Група сімох художників: Фредерік Варлі, А. Я. Джексон, Лорен Гарріс, Фейрлі, Френк Джонстон (художник), Артур Лісмер та Дж. Е. Г. Макдональд

У 1919 році Джексон і шестеро його колег-художників сформували Групу Сімох. Ці художники вважалися сміливими, тому що канадський північний пейзаж раніше вважався занадто грубим і диким, щоб його малювати. Як і інші члени Групи Сімох, Джексон починав багато своїх робіт як крихітні пленерні ескізи, написані олією на фанері. Хоча його ім'я традиційно асоціюється з цією групою, він також залишався до певної міри самітником протягом усього свого життя:191.
У 1925 році він викладав в коледжі мистецтв Онтаріо в Торонто; це був єдиний рік, коли він пропустив свою щорічну весняну поїздку до Квебеку. У 1933 році Джексон разом із Гаррісом був одним із засновників Канадської групи художників. Декілька членів «Групи Сімох» стали членами цієї групи, включаючи Ей Джея Кассона, Артура Лісмера та Франкліна Кармайкла.

## Пізні роки
У 1943 році Джексон вперше побував на Юконі з Генрі Джорджем Ґлайдом. Він повернувся на Юкон у 1964 році, цього разу з колегами-художниками Ральфом Бертоном і Морісом Гейкоком, долаючи літаком простори ландшафтів. У 1954 році він був одним із 18 канадських художників, яким Канадська тихоокеанська залізниця доручила намалювати фреску для інтер'єру одного з нових вагонів парку, які почали використовувати новий канадський трансконтинентальний поїзд. Кожна фреска зображувала інший національний або провінційний парк; об'єктом Джексона був провінційний парк Кокані-Ґлейшер. У 1953 році в Художній галереї Онтаріо та Національній галереї Канади відбулася велика ретроспектива під назвою « А. Я. Джексон: Картини 1901—1953» . Джексон переїхав до регіону Оттави в 1955 році, оселившись у Манотіку. З 1963 по 1968 рік він мав студію в центрі Оттави.
Його часто супроводжували в його подорожах-пленерах такі художники, як Альберт Г. Робінсон і Рендольф Г'ютон. У свої останні роки під час поїздок до регіону Оттавської долини, пагорбів Ґатіно, долини річки Лівр і Ріпонд його супроводжували друг, художник і колишній учень Ральф Воллес Бертон, а також колеги-художники Моріс Гейкок і Стюарт Д. Гелмслі. Одне з таких починань мало не закінчилося катастрофою: «[У] 1950-х роках, коли Ральф і А. Я. малювали на березі річки Оттава в Дус-Рів'єр, куля відрикошетила від скелі, де сидів Джексон».
У 1958 році він опублікував «Країну художника», автобіографію, присвячену пам'яті члена Групи Сімох Макдональда, який «візуалізував канадську школу живопису та присвятив своє життя її реалізації».
У 1964 році Джексон подав власний дизайн під час дебатів про Великий прапор . Він був схожий за дизайном на Pearson Pennant.
У 1965 році у Джексона стався серйозний інсульт, який поклав край його кар'єрі художника. Він одужував у домі друга та художника Ральфа Воллеса Бертона, а пізніше переїхав до заповідника МакМайкла до Кляйнбурґа, Онтаріо. Джексон помер у 1974 році під час святкування Великодня в старечому будинку в Торонто. Він похований на території канадської художньої колекції Мак-Майкла. Його племінниця Наомі Джексон Ґровс опублікувала кілька книг про його життя та творчість, у тому числі «Двоє Джексонів» (2000), розповідь про спільну подорож Францією та Німеччиною в 1936 році.

## Вшанування
- У 1941 році Університет Кінгстона присвоїв Джексону ступінь магістра права. ЛЛ Д. .[44]
- У 1946 році Джексон був призначений компаньйоном Ордена Святого Михайла і Святого Георгія[45]
- У 1962 році Саскачеванський університет дав Джексону ступінь магістра права. LLD.[46]
- У 1967 році Джексон був призначений компаньйоном Ордена Канади[47]
- Середня школа AY Jackson у Торонто була названа на честь Джексона.[48] Він був присутній на відкритті школи в 1970 році.
- Середня школа AY Jackson в Оттаві також названа на його честь і відкрита в 1976 році[49]
- У 1970 році Канадська королівська академія нагородила Джексона своєю медаллю за життєві досягнення[50]
- AY Jackson Lookout на шосе 144 у Садбері виходить на водоспад, зображений на картині Джексона «Весна на річці Онапінґ» 1953 року.[51]
- Інститут річки Оттави встановив на його честь маршрут А. Я. Джексона.

## Картини

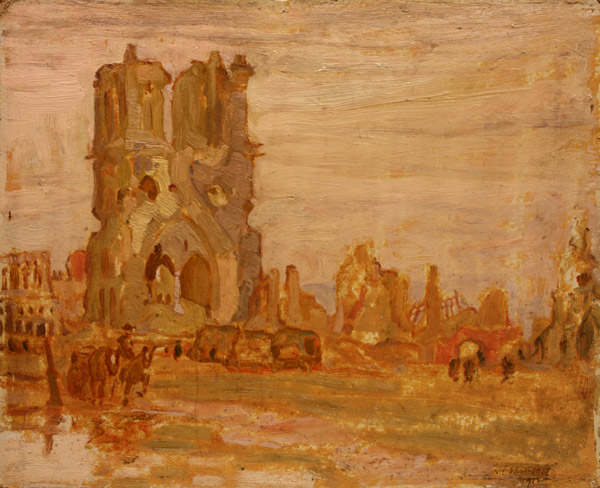
Собор в Іпрі, Бельгія, 1917, Колекція канадського мистецтва МакМайкла, Кляйнбурґ, Онтаріо
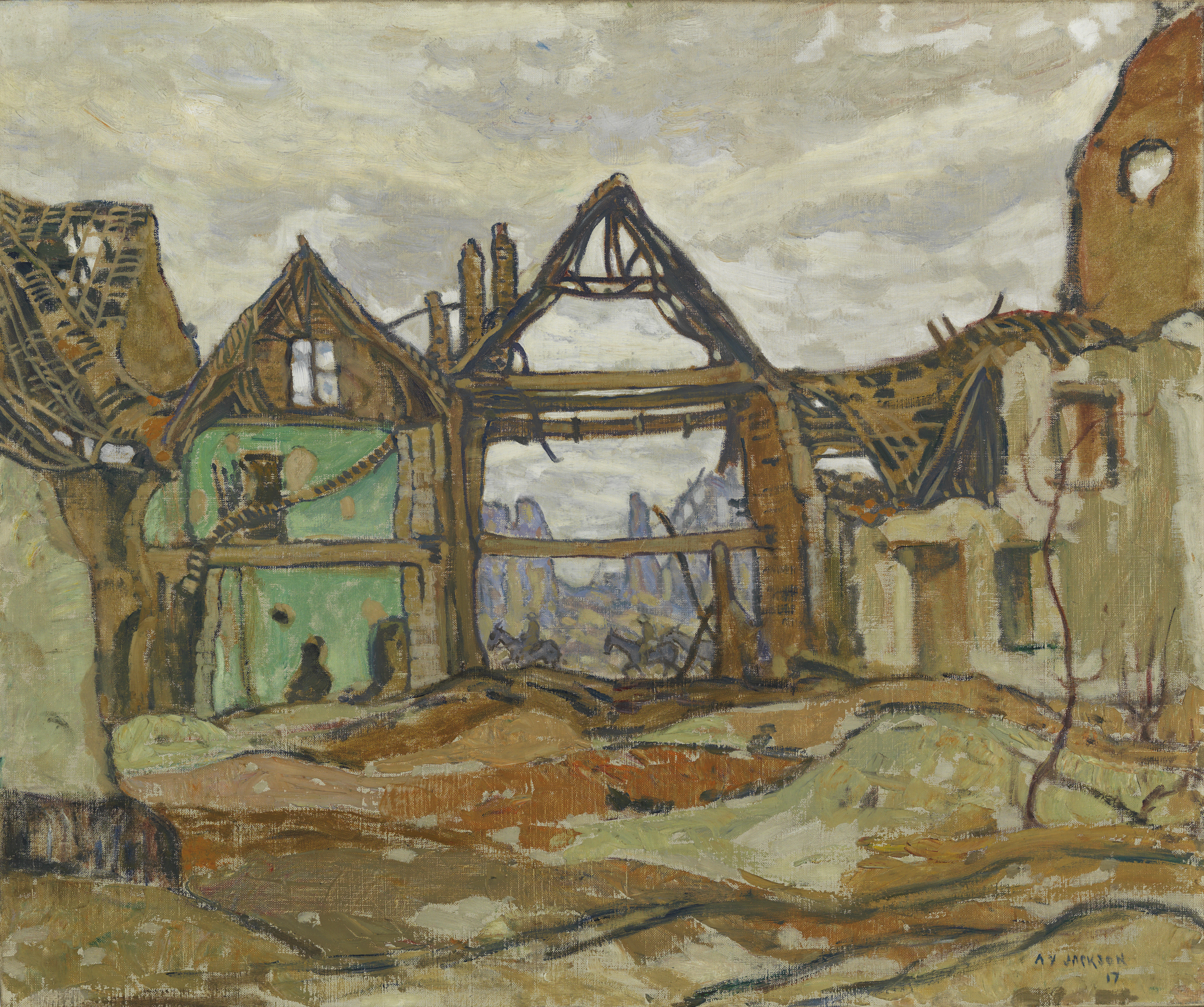
Будинок в Іпрі, 1917–18, Канадський музей війни, Оттава, Онтаріо
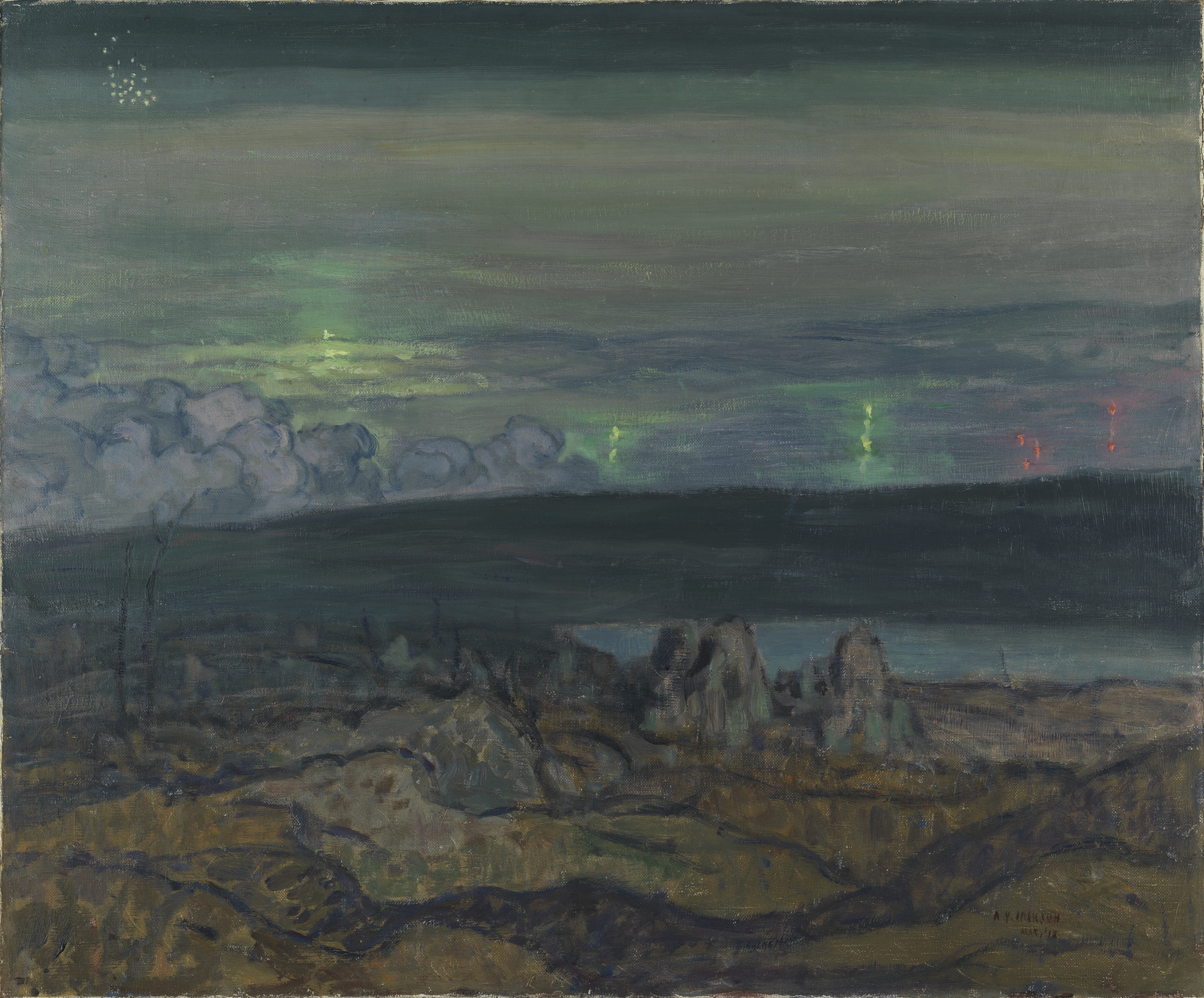
Газова атака, Льєвен, 1918, Канадський музей війни, Оттава, Онтаріо
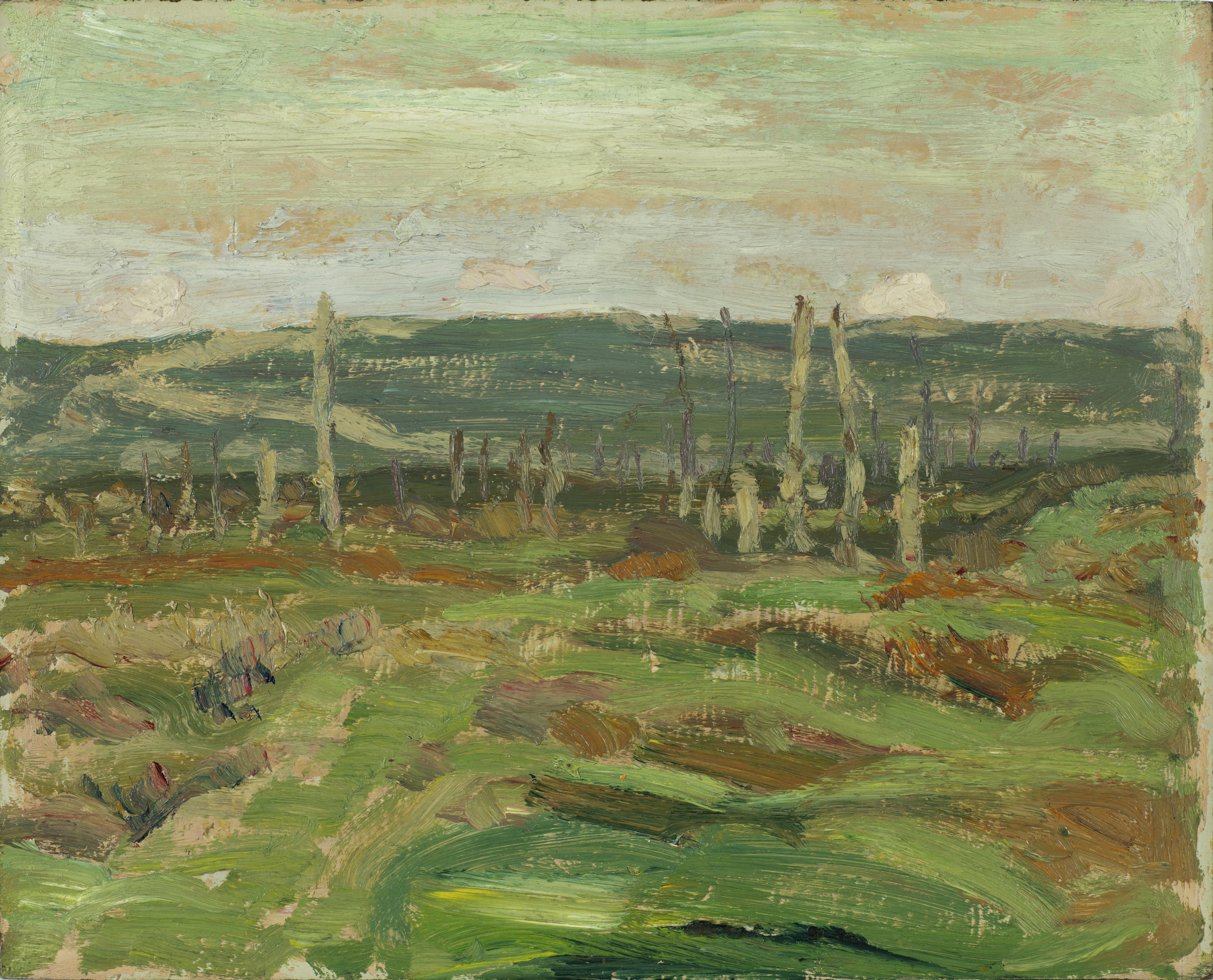
Вімі-Ридж з долини Суше, 1917, Канадський музей війни, Оттава, Онтаріо
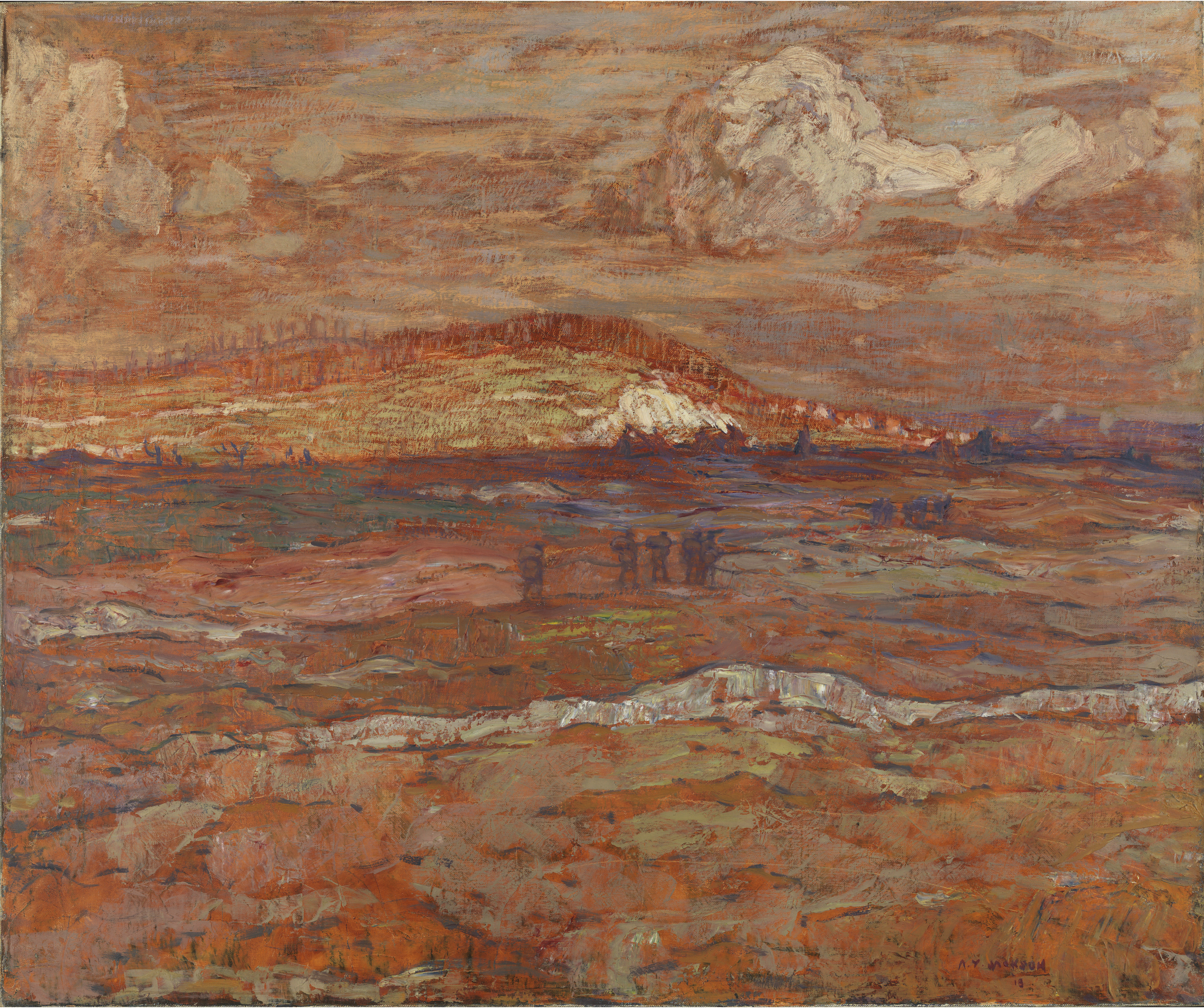
The Pimple, увечері, 1918, Канадський музей війни, Оттава, Онтаріо